# Kapıköy
Kapıköy (türkisch für Türdorf), (kurdisch Heretil) ist ein Dorf im Landkreis Saray der türkischen Provinz Van. 

## Geografie
Kapıköy ist mit 3220 Metern Höhe über dem Meeresspiegel der höchstgelegene Ort in der Türkei. Das Dorf liegt am Vandoğusu-Gebirge. Der nächstgelegene höchste Berg ist der Mengene Dağı mit 3435 m über Meer.
Kapıköy liegt etwa 101 km östlich der Provinzhauptstadt Van und 24 km südöstlich von Saray. Kapıköy hatte laut der letzten Volkszählung 654 Einwohner (Stand Ende Dezember 2009). Das Dorf liegt an der iranisch-türkischen Grenze; hier befindet sich einer der drei offiziellen Grenzübergänge zwischen diesen beiden Staaten.

## Geschichte
Der ursprüngliche Ortsname lautete bis Mitte des 20. Jahrhunderts Heretil.

## Verkehr
Das Dorf liegt an der Bahnstrecke Van–Täbris, der einzigen Eisenbahnverbindung zwischen Iran und der Türkei. Hier liegt auch der türkischseitige Grenzbahnhof für den internationalen Verkehr. Der iranische Grenzbahnhof Razi liegt 6 Streckenkilometer weiter östlich. Die Straße D 300 quert hier die Grenze.